# یکاترینا چاخماخسازیان
یکاترینا آرتمی چاخماخسازیان (ارمنی: Եկատերինա Արտեմի Չախմախսազյան؛  زادهٔ ۱ مهٔ ۱۹۱۶ - درگذشته تاریخ نامعلوم) دانشمند متخصص در زمینه توسعه بارهای هسته‌ای، استاد اهل ارمنستان بود.

## زندگی‌نامه
وی در ۱۴ مه [سبک قدیمی: ۱ مه] ۱۹۱۶ در ایروان به دنیا آمد و از دانشگاه پلی‌تکنیک پتر کبیر سن پترزبورگ (۱۹۳۹) فارغ‌التحصیل گشت. همچنین برندهٔ جوایزی همچون مدال به مناسبت یکصدمین سالگرد تولد ولادیمیر ایلیچ لنین، نشان پرچم سرخ کار (۱۹۵۵)، نشان برجسته افتخار (۱۹۶۰)، جایزه استالین (۱۹۵۳) و جایزه دولتی اتحاد شوروی شده است. . تاریخ درگذشت وی نامعلوم است.

## یادداشت
1. ↑  տեխնիկական գիտությունների թեկնածու
2. ↑  Սանկտ Պետերբուրգի պետական պոլիտեխնիկական համալսարան